# Christian Pömer

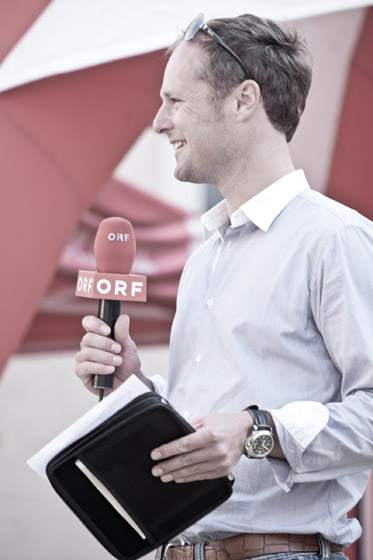
Christian Pömer bei der Moderation eines Radrennens

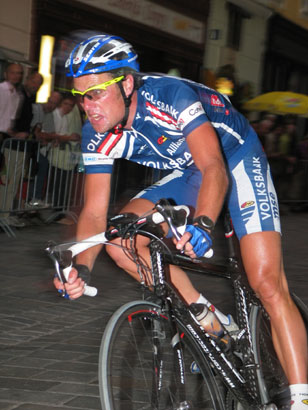
Christian Pömer bei einem Radrennen im Jahr 2007

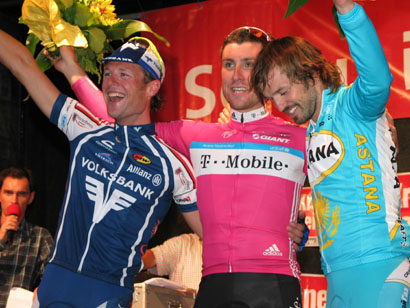
Pömer, Eisel, Haselbacher

Christian Pömer (* 21. September 1977 in Linz) ist ein österreichischer Sportmanager und ehemaliger Radrennfahrer.

## Leben
Pömer begann im Alter von zwölf Jahren seine Radsportkarriere. Bereits 1993 konnte der Trauner sein Heimatland beim European Youth Olympic Festival (EYOF) in den Niederlanden erstmals vertreten.
Im Jahr 2000 startete Pömer beim Tandemrennen der Paralympics in Sydney als Pilotfahrer mit dem Linzer Blindensportler Franz Engleder. Dort belegte das Duo den 11. Rang.
Bevor Pömer im Jahr 2007 beim Team Volksbank erstmals für ein UCI Professional Continental Team fuhr, konnte er mit dem österreichischen Nationalteam sowie in österreichischen GS3- und Continentalteams erste internationale Erfahrung sammeln. So vertrat Pömer sein Heimatland unter anderem bei der Österreich-Rundfahrt 2001 als Nationalteamfahrer. Pömer beendete seine Karriere als aktiver Radsportler nach der Saison 2007 im Alter von 30 Jahren.
Nach seiner Zeit als Radprofi diplomierte Pömer als Sportmanager und wechselte in die Privatwirtschaft.
Im Jahr 2011 kehrte Pömer vorerst als Pressesprecher und später als General Manager des Team Gourmetfein Simplon in den Radsport zurück. In der zweiten Saisonhälfte 2013 wurde Christian Pömer  Sportlicher Leiter und Logistikmanager für das deutsche Professional Continental Team NetApp-Endura.

## Teams
- 2007 Team Volksbank

## Erfolge
1998
- eine Etappe Tour de Balaton

1999
- eine Etappe Tour de la Martinique

2000
- Tandem Europa Cup Langenlois
- Österreichische Meisterschaft – Tandem

2001
- MTT Dubnica

2004
- Österreichische Radbundesliga – Teamwertung

2006
- Österreichische Radbundesliga – Teamwertung